# Launy Grøndahl

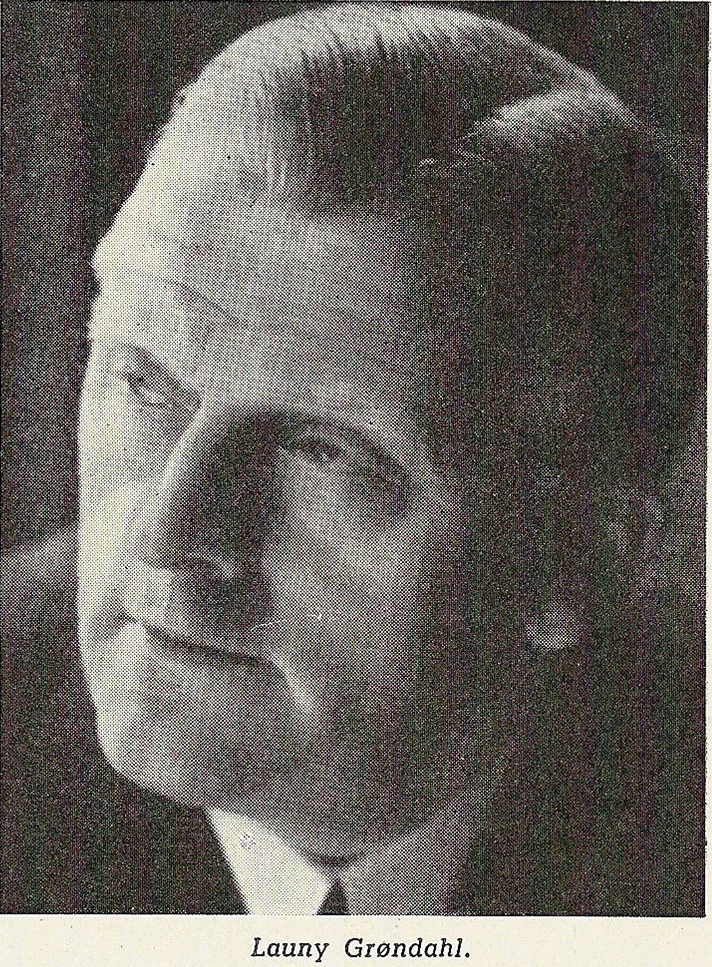
Launy Grøndahl

Launy Valdemar Grøndahl (* 30. Juni 1886 in Ordrup nahe Kopenhagen; † 21. Januar 1960 in Frederiksberg, beigesetzt in Gentofte) war ein dänischer Komponist und Dirigent.

## Leben und Werk
Launy Grøndahl war ein Naturtalent. Dank seiner breiten musikalischen Begabung arbeitete er sich aus kleinen Verhältnissen in höchste Positionen.
Mit acht Jahren lernte er Geige zu spielen bei seinem Schuldirektor, dem Komponisten Ole Jacobsen (komponierte u. a. das in Dänemark beliebte Lied „Den lille Ole med paraplyen“ – Der kleine Ole mit dem Regenschirm). Bald konnte er gemeinsam mit seinem Lehrer bei Abendgesellschaften auftreten, z. B. als Zwölfjähriger im Dorfkrug von Ordrup.
Nach seiner Konfirmation begann er regelmäßiger Unterricht zu nehmen beim königlichen Kapellmusiker Anton Bloch (Violine) und dem Regimentsmusikdirigenten J. Norup (Trompete). Nachdem er 1906 mit gerade einmal 20 Jahren Anschluss an das Kopenhagener Casino-Orchester gefunden hatte (er wirkte dort bis 1919), studierte er Violine bei Axel Gade sowie Komposition und Musiktheorie bei Ludolf Nielsen.
Im folgenden Jahr arbeitete er sowohl an seinen Fertigkeiten im Violinenspiel als auch in der Komposition. Er verdiente sich allgemeine Anerkennung mit einem Streichquartett (1913) und einem Violinkonzert (1917), die beide von der dänischen Konzertvereinigung mit Peder Møller als Primarius aufgeführt worden waren und brachte später regelmäßig seine sinfonische Fantasie „Pan und Syrinx“ (1915) und sein Streichquartett Nr. 2 (1922) zum Vortrag.
Zu den nachfolgenden Werken zählen: die „Sinfonischen Variationen über ein altes jütländisches Volkslied“, vier Solokonzerte, umfangreiche und oft recht groß angelegte Radiomusik (meist für Hörspielaufnahmen) und vielbeachtete Arrangements von Volksmusik.
Weitere Konzerte schlossen sich an, z. B. seine Sinfonie Op. 9 in Paul von Klenaus „Dänischer Philharmonischer Gesellschaft“ mit Peter Gram als Dirigent.
1924 erhielt Grøndahl dank eines Stipendiums der Kopenhagener Orchestervereinigung die Möglichkeit, in Wien, Frankreich (Paris) und Italien (Rom) zu studieren. Nach seiner Rückkehr wirkte er für eine kurze Periode als Vorsitzender der „Gesellschaft junger Tonkünstler“.  Im Oktober 1925 ernannte man ihn auf Initiative des Chefs der „Statsradiofonie“, Kammersänger Emil Holm, zum festangestellten Kapellmeister des neu gegründeten Radioorchesters, eine Position, die Grøndahl, der seit 1919 für einige Jahre bereits die Konzerte der dänischen Konzertvereinigung dirigiert hatte, gern annahm und bis zu seiner Verabschiedung im Jahr 1956 innehatte.
Grøndahl begann mit 11 Musikern in einem kleinen Studio in der Købmagergade, in der Bevölkerung „Sahnehäubchen“ genannt. Gemeinsam mit Nikolai Malko (der ihn 1956 als Dirigent ablöste) und Emil Reesen wirkte er tatkräftig an der Entwicklung des Rundfunks in Dänemark mit.
Launy Grøndahl stand bis zuletzt an der Spitze des inzwischen auf 100 Personen angewachsenen Staatlichen Rundfunksinfonieorchesters Dänemarks. In dieser mehrjährigen Arbeit behauptete er sich auf allen Gebieten sowohl in der täglichen Arbeit, wenn Überblick und Einfallsreichtum gefragt waren, als auch bei den großen Sinfoniekonzerten, die künstlerisch und musikalisch qualifizierten Einsatz verlangten.
Große Verdienste erwarb sich Grøndahl mit seinen Aufführungen dänischer Musik. Ein weiterer Schwerpunkt lag bei Werken weniger bekannter Komponisten (Louis Glass, Hakon Børresen, Herman Sandby, Rudolf Simonsen, August Enna, Ludolf Nielsen, Victor Bendix, Fini Henriques).
Das Rundfunkorchester entwickelte sich in den 30er Jahren zu Dänemarks bedeutendstem Profiorchester und zu einem der spannendsten neuen Orchester Europas mit festen Gastdirigenten wie  z. B. Fritz Busch.
Launy Grøndahl fühlte sich mit der Zeit zwar etwas in den Schatten gestellt von ausländischen Dirigenten und enthusiastischen dänischen Kapellmeistern wie Thomas Jensen und Erik Tuxen. Aber sein Einsatz für die dänische Musiktradition glich dies bald aus.
Er sicherte mittels seiner Position beim Rundfunk das Erbe der dänischen Konzertvereinigung, der Musikvereinigung und weiterer musikalischer Gesellschaften, das in der Konkurrenz mit dem neuen Medium Radio unterzugehen drohte.
Dank Grøndahls Engagement für neue dänische Musik wurde eine Anzahl sinfonischer Werke von Komponisten wie Rued Langgaard (mit dem Grøndahl eine ausführliche, auch öffentliche Korrespondenz führte), Ludolf Nielsen, Louis Glass u. v. a. in Konzerten aufgeführt oder im Studio eingespielt für Rundfunksendungen.
Als Komponist prägte Grøndahl die Frühzeit des Radios nicht nur mit der Aufführung eigener sinfonischer Werke, sondern vor allem als „Hauskomponist“ mit Musik für Hörspiele und ähnliches.
Nebenbei trat er als Gastdirigent in Berlin, Helsinki, Stockholm, Oslo, Prag, Amsterdam, wiederholte Male in Warschau und bei vielfältigen Konzerten in dänischen Provinzstädten auf.
Er besaß große Erfahrung und ein sicheres musikalisches Gespür, das ihn auch in anderen europäischen Städten als Dirigent berühmt machte. Doch nie enttäuschte er sein dänisches Publikum, reiste genauso gern nach Silkeborg oder Kolding wie nach Berlin oder Helsinki. Grøndahl war ein bescheidener Mensch.
Der deutsche Dirigent Fritz Busch betonte des Öfteren das große Einfühlungsvermögen, mit dem Grøndahl das Material der klassischen Sinfonien aus den dänischen Archiven für das Rundfunkorchester bearbeitete. Seine Interpretationen der Werke von Carl Nielsen galten zu seiner Zeit als Ideal.
Nach dem Ende des Zweiten Weltkrieges beteiligte sich Grøndahl an der Aufführung der 4. Sinfonie von Carl Nielsen mit dem dänischen Rundfunkorchester (1951).
Bis 1959 war er noch an einigen Rundfunkaufnahmen beteiligt.

## Kompositorische Schwerpunkte
Obwohl Grøndahl auch Lieder, Klavier- und Kammermusik schuf, galt sein wesentliches Interesse als Komponist den Solokonzerten. Er schrieb zwischen 1916 und 1955 vier Konzerte: für Violine, Posaune, Fagott und Horn. Von diesen gehört das Posaunenkonzert (1924) zum Standardrepertoire und wird häufig in Orchesterwettbewerben gespielt. Es liegt als mehrfache Einspielung sowohl in der Version für Sinfonieorchester als auch für Soloposaune mit Kammerorchester vor und dauert im Schnitt 16 Minuten. Grøndahl befand sich während der Zeit, als er dieses Konzert komponierte, in Italien, wo er auch den Klavierauszug für sein Posaunenkonzert drucken ließ. Es war das Ende seiner Studienzeit. Das im romantischen Gestus geschriebene Werk widmete er seinem guten Freund im Kopenhagener Casino-Orchester, dem Posaunisten Wilhelm Aarkrogh.
In den 20er Jahren hatte Grøndahl begonnen, sich vom Typ des romantischen Virtuosenkonzerts zu lösen, und bereits das Posaunenkonzert gehört stilistisch eher zum Neoklassizismus. Seine Auslandsreise 1924 nach Paris, Rom und Wien brachte ihn in Kontakt mit den aktuellen Tendenzen europäischer Komposition. Diese Bekanntschaft mit neuer französischer und osteuropäischer Musik von Komponisten wie Debussy, Ravel, Bartók und Kodály oder Prokofjew spiegelt sich in u. a. in seinem Posaunenkonzert mit markanten Synkopen, Rhythmen und einem 7/8-Takt im zweiten Satz wider. Auch satztechnisch hebt sich das Konzert ab: Die Posaune bleibt tonangebend und strebt nicht nach einer Integration in das Orchester. Der Solist gibt dem Orchester Motive vor, mit denen es ihn begleiten soll. Diesen Ansatz griff Grøndahl 1942 in seinem Fagott-Konzert wieder auf und verfeinerte ihn.
Das Posaunenkonzert besitzt, was die Orchesterstimmung und Melodieführung angeht, zudem viele Gemeinsamkeiten mit diversen Musikstücken des schwedischen Komponisten Kurt Atterberg, einem Zeitgenossen Grøndahls. Es besteht aus drei Sätzen: Moderato assai (ma molto maestoso), Quasi una leggenda (Andante grave) und Finale (Maestoso).
Beachtenswert ist, dass Teile der Filmmusik zum Stummfilm „Häxan“ („Hexen“) aus dem Jahr 1922 von Launy Grøndahl stammen. Der abendfüllende Spielfilm erregte zum damaligen Zeitpunkt Aufsehen durch seine ungewöhnlichen Darstellungen satanistischer Kulthandlungen.

## Familie
Eltern: Milchlieferant Carl Frederik Ferdinand G. (1835–1903) und Ane Kirstine Jensen (1846–1920).
Heirat am 2. Februar 1913 mit Dagmar Liddi Louise Clothilde Adelaide Heggemann, geboren am 8. September 1887 in Fredensborg, gestorben am 31. Januar 1962 in Skodsborg, Tochter von Gerbermeister Ferdinand Valdemar Heggemann (1860–1940) und Adelaide Josephine Johanne Becker (1852–1914)